# Возмездие (фильм, 2002)
«Возмездие» (англ. Redemption) — боевик 2002 года режиссёра Арта Камачо, главные роли в котором исполнили Дон Уилсон, Синтия Ротрок и Крис Пенн.

## Сюжет
Джон Сэто Коллинз (Дон «Дракон» Уилсон) является командующим SWAT, который верит в справедливость и честно исполняет свой долг. После того, как в перестрелке погибает его напарник, отдел внутренних расследований по настоянию капитана Грилла увольняет Джона из полиции.
Оставшись без денег и работы, он вынужден принять предложение мафиозного босса Тони Леджо и вступает в его организацию. Когда Тони задумывает ограбление банка на 10 миллионов долларов, Джон понимает, что ему придется сойтись в схватке с бывшими товарищами по службе. И он должен окончательно решить, что он должен делать: продолжать следовать дорогой «хороших парней» или переступить грань зла…